# Parlamentswahl in Montenegro 2001
- SNP: 33
- Minderheit.: 2
- DPS: 36
- LSCG: 6

Die Parlamentswahl in Montenegro 2001 fand am 22. April 2001 statt.
Bei der Wahl erreichte weder das von SNP angeführte Bündnis noch das von DPS die absolute Mehrheit. Aus dem Grund bildete die DPS eine von der LSCG gestützte Minderheitsregierung mit der Bedingung, dass innerhalb eines Jahres ein Unabhängigkeitsreferendum durchgeführt wird. Da dieser Volksentscheid ausblieb wurden im folgenden Jahr Neuwahlen fällig.

## Ergebnis
- Pobjeda je Crne Gore (DPS und andere) – 36 Sitze
- Zajedno za Jugoslaviju (SNP, SNS und NS) – 33 Sitze
- Liberalni savez Crne Gore – 6 Sitze
- Albanische Minderheitsparteien – 2 Sitze